# Esquema WM
El esquema WM es un sistema estratégico de fútbol, desarrollado en Inglaterra, en 1925. Surgió como respuesta a la modificación hecha ese año a la regla del fuera de juego, pasando a constituirse una posición válida de ofensiva cuando un atacante tiene por delante al último defensor rival y su portero, en vez de la regla anterior, donde la validez constaba de estar por detrás de tres jugadores rivales, es decir, dos defensas más el arquero. Esto hizo que el sistema estratégico piramidal no fuera lo suficientemente funcional, a pesar de su popularidad desde 1880 hasta 1925, debido a que se sustentaba parcialmente en la reglamentación anterior, y que, en la nueva situación, dejaba en desventaja a la defensa respecto a un ataque más ventajoso y poblado.
En la necesidad de adoptar un nuevo enfoque estratégico, surgió un esquema táctico 3-2-2-3, llamado WM. La novedad al respecto de anteriores sistemas era el equilibrio numérico entre defensas y delanteros, y la existencia de un cuadrado mágico en el mediocampo, constituido por cuatro jugadores que dividían labores de volantes con roles propios de las otras zonas del campo de juego, y que producía un equilibrio entre la labor defensiva y la labor ofensiva del equipo, puesto que en la contención participaban los tres defensas de base más los dos centrocampistas más retrasados, mientras en el ataque participaban los tres delanteros de base más los dos centrocampistas restantes, los cuales contaban con mayor proyección ofensiva.
Entre los técnicos que tempranamente consolidaron esta estrategia de juego estuvo Herbert Chapman, quien ganó tres ligas inglesas y dos FA Cup con este estilo, dirigiendo al Huddersfield Town y especialmente al Arsenal FC. Este estilo fue el predominante en los mundiales de 1930, 1934, 1938, 1950 y 1954.